# 客户端/服务器运行时子系统
客户端/服务器运行时子系统（英語：Client/Server Runtime Subsystem），表现为csrss.exe进程。
它是Windows NT操作系统家族中的一个组件，出现于Windows NT 3.1及后续系统，提供Win32子系统的用户模式侧。
因为在Windows NT 4及后续系统中，大多数win32子系统操作都已移入内核模式驱动程序，CSRSS主要负责Win32控制台的处理和界面关闭，这也是关键的系统操作。
终止此进程将导致系统崩溃。在Windows 2000/XP中，CSRSS不会被taskkill命令或Windows任务管理器终止，但在Vista中使用运行在管理员模式的任务管理器是可能终止它的。在Windows 7和之后的系统中，任务管理器将提醒用户，终止该进程将导致系统崩溃，并要求用户确认是否继续。

## 声称恶意软件
有许多恶作剧会声称csrss.exe是一个恶意软件并且应该被移除以防止损坏系统——这不是真的，移除或终止csrss.exe都将导致蓝屏死机。此外，有不少假冒微软人员的骗子会声称csrss.exe是一个病毒，然后以此说服用户购买他们或假或差的“安全软件”以移除病毒。

## 历史
Windows NT 3.x系列发布时曾计划将图形设备接口放入CSRSS，但这在Windows NT 4.0中被移动到内核模式以改进显示性能。Windows启动流程从Vista开始已显著更改。在Windows 7和Vista中会运行有两个csrss.exe进程。